# Sophora dunnii
Sophora dunnii är en ärtväxtart som beskrevs av William Grant Craib. Sophora dunnii ingår i släktet soforor, och familjen ärtväxter. Inga underarter finns listade i Catalogue of Life.